# Maria Patek

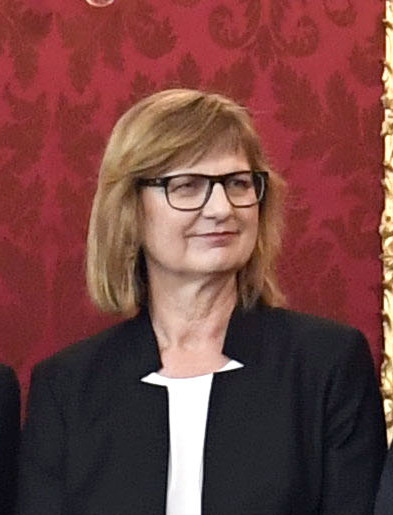
Maria Patek em 2019

Maria Patek (nascida em 13 de julho de 1958) é uma funcionária pública austríaca que foi Ministra da Sustentabilidade e do Turismo no governo Bierlein.

## Biografia
Maria Patek nasceu em 1958 na zona rural de Michaelerberg, na Estíria. A sua carreira no ministério da agricultura austríaco começou em 1983. Ela subiu na hierarquia e em 2018 foi responsável pela Secção Florestal e da Sustentabilidade. Ela é casada e tem duas filhas.
Em 2015 Patek recebeu a grande condecoração de honra em prata pelos serviços prestados à República da Áustria. Ela foi empossada Ministra da Sustentabilidade e Turismo no governo provisório de Brigitte Bierlein a 3 de junho de 2019.